# Giacoma Giorgia Colombis
Giacoma Giorgia Colombis (Cres, 28. prosinca 1735. – Cres, 28. lipnja 1801.), hrvatsko-talijanska benediktinka i službenica Božja.

## Životopis
Rodila se u Cres, 28. prosinca 1735. godine, kao Elizabeta Colombis. Ne obazirući se na savjete i nagovaranja rodbine i prijatelja, odrekla se raskoši i udobnosti svoga obiteljskog doma i pristupila redovničkom benediktinskom redu, u Samostanu sv. Petra, u rodnomu gradu Cresu. Obukavši redovnički habit dobila je novo ime - Giacoma Giorgia. 
Zamijetivši u njoj težnju za savršenošću, njezin joj je ispovjednik zapovjedio da u krijeposti svete poslušnosti zapiše sve misli i doživljaje svoje redovničke svakodnevnice te mu povjeri na čuvanje napisane stranice. Na temelju tih dnevnika, pisanih talijanskim jezikom venecijanskoga narječja, kojim se tada govorilo na Kvarneru, moguće je dobiti uvid u njezinu molitvu, pokoru i nadahnuća. Preminula je na glasu svetosti, u 66. godini života, 28. lipnja 1801.

## Beatifikacija
Crkvenim je vlastima nakon njezine smrti bila upućena molba o uspostavi kanonskoga procesa i utvrđivanju istinitosti o njezinoj nogućoj svetosti. Beatifikacijski postupak otvoren je 28. lipnja 1801. i zaključen u tri mjeseca. U sklopu provedbe postupka ispitani su svjedoci, duhovnici, kanonici, rodbina, susestre u samostanu, a prikupljena je dokumentacija odnesena u jednome kovčežiću Biskupskome ordinarijatu u Osor. Zbog povijesnih zbivanja onoga vremena (dvadesetih godina 19. stoljeća) i zbog ukinuća Osorske biskupije, koja je pripojena Krčkoj biskupiji, obustavljen je biskupijski kanonski proces, a sva opsežna dokumentacija, od 24 sveska, koju je 1836. preuredio dr. Marco de Petris, upravitelj Cresa, bila je izručena tadašnjoj opatici Benediktinskoga samostana sv. Petra u Cresu. Gorički nadbiskup, Vitale Bommarco, rodom s Cresa, zauzimao se za obnovu njezine kauze.
Postupak za proglašenje blaženom je obnovljen.

## Spomen
- Njezina redovnička ćelija, nenastanjivana nakon njezine smrti, očuvana je i preuređena u muzejsku zbirku osobnih predmeta i dokumenata.[1]